# Torneo de Bucarest 2009
El Torneo de Bucarest es un evento de tenis que se disputa en Bucarest, Rumania,  se juega entre el 21 de septiembre y el 27 de septiembre de 201009

## Campeones
- Individuales masculinos:  Albert Montañés derrota a   Juan Mónaco, 7–6(2), 7–6(6).

- Dobles masculinos:   František Čermák /  Michal Mertiňák derrotan a  Johan Brunström /  Jean-Julien Rojer, 6–2, 6–4